# Listă de prenume românești
Această pagină, supusă continuu îmbunătățirii, contine o listă de prenume românești, atât feminine cât și masculine.

## Feminine
A
- Abigail (wikt) @
- Ada (wikt) @
- Adela (wikt) @
- Adelaida (wikt) @
- Adelina (wikt) @
- Adina (wikt) @
- Adriana (wikt) @
- Adnana (wikt) @
- Agata (wikt) @
- Agafia (wikt) @
- Aglaia (wikt) @
- Agripina (wikt) @
- Aida (wikt) @
- Aimée (wikt) @
- Ala (wikt) @
- Alberta (wikt) @
- Albertina (wikt) @
- Alessia (wikt) @
- Alexandra (wikt) @
- Alexandrina (wikt) @
- Alexia (wikt) @
- Alice (wikt) @
- Alida (wikt) @
- Alina (wikt) @
- Alis (wikt) @
- Alma (wikt) @
- Alvina (wikt) @
- Amalia (wikt) @
- Amanda (wikt) @
- Amelia (wikt) @
- Ana (wikt) @
- Anabela (wikt)@
- Anaida (wikt) @
- Anamaria (wikt) @
- Anastasia (wikt) @
- Anca (wikt) @
- Ancuța (wikt) @
- Anda (wikt) @
- Andra (wikt) @
- Andrada (wikt) @
- Andreea (wikt) @
- Anemona (wikt) @
- Aneta (wikt) @
- Angela (wikt) @
- Angelica (wikt) @
- Anghelina (wikt) @
- Anica (wikt) @
- Anișoara (wikt) @
- Antoaneta (wikt) @
- Antonela (wikt) @
- Antonia (wikt) @
- Antonina (wikt) @
- Anuța (wikt) @
- Apolonia (wikt) @
- Aprilia (wikt) @
- Ariadna (wikt) @
- Ariana (wikt) @
- Arina (wikt) @
- Aristița (wikt) @
- Arghira (wikt)@
- Arlette (wikt) @
- Artemisa (wikt) @
- Artemiza (wikt) @
- Astrid (wikt) @
- Atena (wikt) @
- Augusta (wikt) @
- Augustina (wikt) @
- Aura (wikt) @
- Aurelia (wikt) @
- Aureliana (wikt) @
- Aurica (wikt) @
- Aurora (wikt) @
- Axenia (wikt) @

B
- Beatrice (wikt) @
- Bella (wikt) @
- Betina (wikt) @
- Bette (wikt) @
- Berta (wikt) @
- Bianca (wikt) @
- Blanduzia (wikt) @
- Bogdana (wikt) @
- Brândușa (wikt) @
- Brigitta (wikt) @

C
- Camelia (wikt) @
- Carina (wikt) @
- Carla (wikt) @
- Carmen (wikt) @
- Carmina (wikt) @
- Carol (wikt) @
- Carolina (wikt) @
- Casandra (wikt) @
- Casiana (wikt) @
- Caterina (wikt) @
- Catinca (wikt) @
- Catrina (wikt) @
- Catrinel (wikt) @
- Cătălina (wikt) @
- Cecilia (wikt) @
- Cella (wikt) @
- Celia (wikt) @
- Cerasela (wikt) @
- Cezara (wikt) @
- Chira (wikt) @
- Chirița (wikt) @
- Cipriana (wikt) @
- Clara (wikt) @
- Clarisa (wikt) @
- Claudia (wikt) @
- Clementina (wikt) @
- Clemența (wikt) @
- Cleopatra (wikt) @
- Clotilda (wikt) @
- Codrina (wikt) @
- Codruța (wikt) @
- Coletta (wikt) @
- Colette (wikt) @
- Constanța (wikt) @
- Constantina (wikt) @
- Consuela (wikt) @
- Coralia (wikt) @
- Corina (wikt) @
- Cornelia (wikt) @
- Cosmina (wikt) @
- Crenguța (wikt) @
- Crina (wikt) @
- Cristina (wikt) @

D
- Daciana (wikt) @
- Dafina (wikt) @
- Daiana (wikt) @
- Dalia (wikt) @
- Dana (wikt) @
- Daniela (wikt) @
- Daria (wikt) @
- Dariana (wikt) @
- Delia (wikt) @
- Demetra (wikt) @
- Denisa (wikt) @
- Despina (wikt) @
- Diana (wikt) @
- Dida (wikt) @
- Didina (wikt) @
- Dimitrina (wikt) @
- Dina (wikt) @
- Dochia (wikt) @
- Doina (wikt) @
- Dominique (wikt) @
- Domnica (wikt) @
- Dora (wikt) @
- Doriana (wikt) @
- Dorina (wikt) @
- Dorli (wikt) @
- Draga (wikt) @
- Dumbrăvița (wikt) @
- Dumitra (wikt) @
- Dumitrana (wikt) @
- Dumitrița (wikt)

@
E
- Ecaterina (wikt) @
- Edith (wikt) @
- Efrosinia (wikt) @
- Eftimia (wikt) @
- Ela (wikt) @
- Elena (wikt) @
- Eleonora (wikt) @
- Eliana (wikt) @
- Elisabeta (wikt) @
- Elisaveta (wikt) @
- Elisa (wikt) @
- Eliza (wikt) @
- Elodia (wikt) @
- Elpis (wikt) @
- Elvira (wikt) @
- Emanuela (wikt) @
- Emilia (wikt) @
- Erica (wikt) @
- Estera (wikt) @
- Eudochia (wikt) @
- Eufrosina (wikt) @
- Eugenia (wikt) @
- Eusebia (wikt) @
- Eva (wikt) @
- Evanghelina (wikt) @
- Evdochia (wikt) @
- Evelina (wikt) @
- Evghenia (wikt) @

F
- Fabia (wikt) @
- Fabiana (wikt) @
- Fausta (wikt) @
- Felicia (wikt) @
- Fenareta (wikt) @
- Filofteia (wikt) @
- Filomela (wikt) @
- Fiona (wikt) @
- Fivi (wikt) @
- Flavia (wikt) @
- Floare (wikt) @
- Floarea (wikt) @
- Flora (wikt) @
- Florența (wikt) @
- Florentina (wikt) @
- Floriana (wikt) @
- Florica (wikt) @
- Florina (wikt) @
- Francesca (wikt) @
- Frusina (wikt) @

G
- Gabriela (wikt) @
- Geanina (wikt) @
- Gențiana (wikt) @
- Georgeta (wikt) @
- Georgia (wikt) @
- Georgiana (wikt) @
- Georgina (wikt) @
- Geta (wikt) @
- Gherghina (wikt) @
- Gilda (wikt) @
- Gianina (wikt) @
- Gina (wikt) @
- Giorgiana (wikt) @
- Gizela (wikt) @
- Gloria (wikt) @
- Glorița (wikt) @
- Grațiana (wikt) @
- Grațiela (wikt) @

H
- Haricleea (wikt) @
- Harieta (wikt) @
- Heda (wikt) @
- Henrieta (wikt) @
- Heracleea (wikt) @
- Hermiona (wikt) @
- Herta (wikt) @
- Honora (wikt) @
- Hortensia (wikt) @

I
- Iasmina (wikt) @
- Ica (wikt) @
- Ilaria (wikt) @
- Ileana (wikt) @
- Ilinca (wikt) @
- Ilona (wikt) @
- Ina (wikt) @
- Ioana (wikt) @
- Ioanina (wikt) @
- Iolanda (wikt) @
- Ionela (wikt) @
- Ionelia (wikt) @
- Ionuța (wikt) @
- Iosefina (wikt) @
- Iridenta (wikt) @
- Iridienta (wikt) @
- Irina (wikt) @
- Iris (wikt) @
- Irma (wikt) @
- Isabela (wikt) @
- Isadora (wikt) @
- Isaura (wikt) @
- Iudita (wikt) @
- Iulia (wikt) @
- Iuliana (wikt) @
- Iustina (wikt) @
- Ivana (wikt) @
- Ivona (wikt) @
- Izabela (wikt) @
- Izaura (wikt) @

J
- Jana (wikt) @
- Janeta (wikt) @
- Janina (wikt) @
- Jasmina (wikt) @
- Jasmine (wikt) @
- Jeana (wikt) @
- Jeanine (wikt) @
- Jeny (wikt) @
- Joița (wikt) @
- Josefina (wikt) @
- Julia (wikt) @
- Julieta (wikt) @

K
- Karin (wikt) @
- Karina (wikt) @
- Katia (wikt) @
- Katrina (wikt) @

L
- Lamia (wikt) @
- Larisa (wikt) @
- Laura (wikt) @
- Laurenția (wikt) @
- Lavinia (wikt) @
- Lăcrămioara (wikt) @
- Leana (wikt) @
- Lelia (wikt) @
- Leny (wikt) @
- Leonora (wikt) @
- Leontina (wikt) @
- Leopoldina (wikt) @
- Letiția (wikt) @
- Lenuța (wikt) @
- Lia (wikt) @
- Liana (wikt) @
- Lidia (wikt) @
- Ligia (wikt) @
- Lili (wikt) @
- Liliana (wikt) @
- Lioara (wikt) @
- Liuba (wikt) @
- Lita (wikt) @
- Livia (wikt) @
- Lola (wikt) @
- Loredana (wikt) @
- Lorelei (wikt) @
- Lorena (wikt) @
- Luana (wikt) @
- Lucia (wikt) @
- Luciana (wikt) @
- Lucreția (wikt) @
- Ludmila (wikt) @
- Ludovica (wikt) @
- Luiza (wikt) @
- Luminița (wikt) @

M
- Magdalena (wikt) @
- Maia (wikt) @
- Malvina (wikt) @
- Manuela (wikt) @
- Mara (wikt) @
- Marcela (wikt) @
- Marcheta (wikt) @
- Marga (wikt) @
- Margareta (wikt) @
- Maria (wikt) @
- Mariana (wikt) @
- Maricica (wikt) @
- Marie-Jeanne (wikt) @
- Marieta (wikt) @
- Marilena (wikt) @
- Marina (wikt) @
- Marinela (wikt) @
- Marioara (wikt) @
- Marion (wikt) @
- Marta (wikt) @
- Martina (wikt) @
- Marusia (wikt) @
- Matilda (wikt) @
- Mădălina (wikt) @
- Mălina (wikt) @
- Mărioara (wikt) @
- Măriuca (wikt) @
- Melania (wikt) @
- Melina (wikt) @
- Melinda (wikt) @
- Melisa (wikt) @
- Mia (wikt) @
- Michette (wikt) @
- Mihaela (wikt) @
- Mila (wikt) @
- Milena (wikt) @
- Milița (wikt) @
- Minodora (wikt) @
- Mioara (wikt) @
- Mirabela (wikt) @
- Miranda (wikt) @
- Mirela (wikt) @
- Mirona (wikt) @
- Miuța (wikt) @
- Miruna (wikt) @
- Mona (wikt) @
- Monalisa (wikt) @
- Monica (wikt) @

N
- Nadia (wikt) @
- Naomi (wikt) @
- Nadejda (wikt) @
- Narcisa (wikt) @
- Natalia (wikt) @
- Natașa (wikt) @
- Nectaria (wikt) @
- Nelly (wikt) @
- Nicole (wikt) @
- Nicoleta (wikt) @
- Niculina (wikt) @
- Nidia (wikt) @
- Nina (wikt) @
- Nineta (wikt) @
- Ninette (wikt) @
- Noemi (wikt) @
- Nora (wikt) @
- Norica (wikt) @

O
- Oana (wikt) @
- Octavia (wikt) @
- Octaviana (wikt) @
- Ofelia (wikt) @
- Olga (wikt) @
- Olimpia (wikt) @
- Olivia (wikt) @
- Ortansa (wikt) @
- Otilia (wikt) @
- Ozana (wikt) @

P
- Pamela (wikt) @
- Paraschiva (wikt) @
- Parascovia (wikt) @
- Patricia (wikt) @
- Paula (wikt) @
- Paulica (wikt) @
- Paulina (wikt) @
- Pelaghia (wikt) @
- Petria (wikt) @
- Petrina (wikt) @
- Petronela (wikt) @
- Petruța (wikt) @
- Polixenia (wikt) @
- Pompilia (wikt) @
- Profira (wikt) @
- Pulcheria (wikt) @

R
- Rada (wikt) @
- Rafila (wikt) @
- Raluca (wikt) @
- Ramona (wikt) @
- Rebeca (wikt) @
- Reghina (wikt) @
- Renata (wikt) @
- Rica (wikt) @
- Rita (wikt) @
- Roberta (wikt) @
- Robertina (wikt) @
- Rodica (wikt) @
- Romana (wikt) @
- Romanița (wikt) @
- Romina (wikt) @
- Romy (wikt) @
- Roxana (wikt) @
- Roxelana (wikt) @
- Roza (wikt) @
- Rozalia (wikt) @
- Ruxanda (wikt) @
- Ruxandra (wikt) @

S
- Sabina (wikt) @
- Sabrina (wikt) @
- Safina (wikt) @
- Safta (wikt) @
- Salomea (wikt) @
- Sanda (wikt) @
- Sandra (wikt) @
- Sașa (wikt) @
- Sarmisa (wikt) @
- Sarmiza (wikt) @
- Saveta (wikt) @
- Savina (wikt) @
- Săndica (wikt)
- Sânziana (wikt) @
- Selina (wikt) @
- Semenica (wikt) @
- Smeralda (wikt) @
- Serafina (wikt) @
- Severina (wikt) @
- Sidonia (wikt) @
- Silvana (wikt) @
- Silvia (wikt) @
- Silviana (wikt) @
- Simina (wikt) @
- Simona (wikt) @
- Smaranda (wikt) @
- Sodica (wikt) @
- Sofia (wikt) @
- Sofica (wikt) @
- Sonia (wikt) @
- Sorana (wikt) @
- Sorina (wikt) @
- Speranța (wikt) @
- Stana (wikt) @
- Stanca (wikt) @
- Stela (wikt) @
- Steliana (wikt) @
- Steluța (wikt) @
- Susana (wikt) @
- Suzana (wikt) @
- Svetlana (wikt) @

Ș
- Ștefana (wikt) @
- Ștefania (wikt) @

T
- Tamara (wikt) @
- Tania (wikt) @
- Tatiana (wikt) @
- Teea (wikt) @
- Teodora (wikt) @
- Teodosia (wikt) @
- Teona (wikt) @
- Teresa (wikt) @
- Tereza (wikt) @
- Tiberia (wikt) @
- Timea (wikt) @
- Tinca (wikt) @
- Tincuța (wikt) @
- Tudora (wikt) @
- Tudorica (wikt) @
- Tudorița (wikt) @
- Tudosia (wikt) @

V
- Valentina (wikt) @
- Valeria (wikt) @
- Vanesa (wikt) @
- Vanda (wikt) @
- Varvara (wikt) @
- Vasilica (wikt) @
- Vasilichia (wikt) @
- Venera (wikt) @
- Venețiana (wikt) @
- Vera (wikt) @
- Veronica (wikt) @
- Veta (wikt) @
- Vicenția (wikt) @
- Victoria (wikt) @
- Violeta (wikt) @
- Viorela (wikt) @
- Viorica (wikt) @
- Virginia (wikt) @
- Viviana (wikt) @
- Vlădelina (wikt) @
- Voichița (wikt) @

X
- Xenia (wikt) @

Y
- Yasmin (wikt) @
- Yasmina (wikt) @
- Yolanda (wikt) @
- Yvonne (wikt) @

Z
- Zamfira (wikt) @
- Zaraza (wikt) @
- Zenaida (wikt) @
- Zenobia (wikt) @
- Zenovia (wikt) @
- Zina (wikt) @
- Zinaida (wikt) @
- Zinovia (wikt) @
- Zita (wikt) @
- Zoe (wikt) @

## Masculine
A
- Abel (wikt) @
- Abner (wikt) @
- Achim (wikt) @
- Adam (wikt) @
- Adelin (wikt) @
- Adi (wikt) @
- Adonis (wikt) @
- Adrian (wikt) @
- Agafton (wikt) @
- Agnos (wikt) @
- Alain (wikt) @
- Albert (wikt) @
- Aleodor (wikt) @
- Alessio (wikt) @
- Alex (wikt) @
- Alexandru (wikt) @
- Alexe (wikt) @
- Alexei (wikt) @
- Alin (wikt) @
- Alistar (wikt) @
- Allen (wikt) @
- Amedeu (wikt) @
- Amza (wikt) @
- Anastasiu (wikt) @
- Anatol (wikt) @
- Anatolie (wikt) @
- Andrei (wikt) @
- Andrian (wikt) @
- Angel (wikt) @
- Anghel (wikt) @
- Antim (wikt) @
- Anton (wikt) @
- Antonie (wikt) @
- Antoniu (wikt) @
- Aprilian (wikt) @
- Arcadian (wikt) @
- Arghir (wikt) @
- Arian (wikt) @
- Aristide (wikt) @
- Aristotel (wikt) @
- Arsenie (wikt) @
- Atanasio (wikt) @
- Augustin (wikt) @
- Aurel (wikt) @
- Aurelian (wikt) @
- Aurică (wikt) @
- Avram (wikt) @
- Axinte (wikt) @

B
- Barbu (wikt) @
- Bartolomeu (wikt) @
- Basarab (wikt) @
- Bazil (wikt) @
- Bănel (wikt) @
- Bebe (wikt) @
- Beniamin (wikt) @
- Benone (wikt) @
- Bernard (wikt) @
- Bob (wikt) @
- Bogdan (wikt) @
- Bonifaciu (wikt) @
- Boris (wikt) @
- Brăduț (wikt) @
- Bucur (wikt) @

C
- Caius (wikt) @
- Calistrat (wikt) @
- Camil (wikt) @
- Cantemir (wikt) @
- Carol (wikt) @
- Casian (wikt) @
- Cazimir (wikt) @
- Călin (wikt) @
- Cătălin (wikt) @
- Cecil (wikt) @
- Cedrin (wikt) @
- Cezar (wikt) @
- Chiril (wikt) @
- Ciprian (wikt) @
- Claudiu (wikt) @
- Clementin (wikt) @
- Codin (wikt) @
- Codrin (wikt) @
- Codruț (wikt) @
- Conrad (wikt) @
- Constantin (wikt) @
- Cornel (wikt) @
- Corneliu (wikt) @
- Corvin (wikt) @
- Cosmin (wikt) @
- Costache (wikt) @
- Costică (wikt) @
- Costel (wikt) @
- Costin (wikt) @
- Crin (wikt) @
- Cristea (wikt) @
- Cristian (wikt) @
- Christian (wikt) @
- Cristinel (wikt) @
- Cristobal (wikt) @
- Cristofor (wikt) @

D
- Dacian (wikt) @
- Damian (wikt) @
- Dan (wikt) @
- Daniel (wikt) @
- Dante (wikt) @
- Darius (wikt) @
- David (wikt) @
- Decebal (wikt) @
- Dimitrie (wikt) @
- Denis (wikt) @
- Dinu (wikt) @
- Dionisie (wikt) @
- Dominic (wikt) @
- Dorel (wikt) @
- Dorian (wikt) @
- Dorin (wikt) @
- Dorinel (wikt) @
- Doru (wikt) @
- Dragomir (wikt) @
- Dragoș (wikt) @
- Ducu (wikt) @
- Dumitru (wikt) @
- Dănuț (wikt) @

E
- Edgar (wikt) @
- Edmond (wikt) @
- Eduard (wikt) @
- Eftimie (wikt) @
- Emanoil (wikt) @
- Emanuel (wikt) @
- Emanuil (wikt) @
- Emeric (wikt) @
- Emil (wikt) @
- Emilian (wikt) @
- Eracle (wikt) @
- Eremia (wikt) @
- Eric (wikt) @
- Ernest (wikt) @
- Eudoxiu (wikt) @
- Eufrațiu (wikt) @
- Eugen (wikt) @
- Eusebiu (wikt) @
- Eustațiu (wikt) @
- Evgheni (wikt) @

F
- Fabian (wikt) @
- Faust (wikt) @
- Felix (wikt) @
- Filibert (wikt) @
- Filip (wikt) @
- Fiodor (wikt) @
- Flaviu (wikt) @
- Florea (wikt) @
- Florentin (wikt) @
- Florian (wikt) @
- Florin (wikt) @
- Francisc (wikt) @

G
- Gabriel (wikt) @
- Gelu (wikt) @
- George (wikt) @
- Georgel (wikt) @
- Georgian (wikt) @
- Ghenadie (wikt) @
- Gheorghe (wikt) @
- Gheorghiță (wikt) @
- Gherasim (wikt) @
- Ghiță (wikt) @
- Giani (wikt) @
- Gică (wikt) @
- Gicu (wikt) @
- Giorgian (wikt) @
- Grațian (wikt) @
- Gregorian (wikt) @
- Grigoraș (wikt) @
- Grigore (wikt) @
- Gruia (wikt)

@
H
- Haralamb (wikt) @
- Haralambie (wikt) @
- Henri (wikt) @
- Herbert (wikt) @
- Honor (wikt) @
- Horațiu (wikt) @
- Horea (wikt) @
- Horia (wikt) @
- Horică (wikt) @
- Huberțiu (wikt) @
- Hugo (wikt) @

I
- Iacob (wikt) @
- Iacov (wikt) @
- Iancu (wikt) @
- Ianis (wikt) @
- Ieremia (wikt) @
- Igor (wikt)

@
- Ilarie (wikt) @
- Ilarion (wikt) @
- Ilie (wikt) @
- Iliuță (wikt) @
- Inocențiu (wikt) @
- Inochentie (wikt) @
- Ioan (wikt) @
- Ion (wikt) @
- Ionel (wikt) @
- Ionică (wikt) @
- Ioniță (wikt) @
- Ionuț (wikt) @
- Iorgu (wikt) @
- Iosif (wikt) @
- Irinel (wikt) @
- Isac (wikt) @
- Isidor (wikt) @
- Iulian (wikt) @
- Iuliu (wikt) @
- Iurie (wikt) @
- Iustin (wikt) @
- Iustinian (wikt) @
- Ivan (wikt) @

J
- Jan (wikt) @
- Jean (wikt) @
- Jean-Luc (wikt) @
- Jean-Paul (wikt) @
- Jenel (wikt) @
- Jules (wikt) @

L
- Ladislau (wikt) @
- Lascăr (wikt) @
- Laurențiu (wikt) @
- Laurian (wikt) @
- Lari (wikt) @
- Lazăr (wikt) @
- Leon (wikt) @
- Leonard (wikt)@
- Leonid (wikt) @
- Leonida (wikt) @
- Leontin (wikt) @
- Leordean (wikt) @
- Lică (wikt) @
- Liviu (wikt) @
- Lorin (wikt) @
- Louis (wikt) @
- Luca (wikt) @
- Lucențiu (wikt) @
- Lucian (wikt) @
- Lucrețiu (wikt) @
- Ludovic (wikt) @

M
- Manole (wikt) @
- Marcel (wikt) @
- Marc (wikt) @
- Marcu (wikt) @
- Marian (wikt) @
- Marin (wikt) @
- Marinel (wikt) @
- Marius (wikt) @
- Martin (wikt) @
- Matei (wikt) @
- Mauriciu (wikt)@
- Maxim (wikt) @
- Maximilian (wikt) @
- Mădălin (wikt) @
- Mărin (wikt) @
- Metodiu (wikt) @
- Michi (wikt) @
- Mihai (wikt) @
- Mihail (wikt) @
- Mihăiță (wikt) @
- Mihnea (wikt) @
- Mina (wikt) @
- Mircea (wikt) @
- Mirel (wikt) @
- Miron (wikt) @
- Mitică (wikt) @
- Mitrofan (wikt) @
- Mitruț (wikt) @
- Modest (wikt) @
- Moise (wikt) @
- Mugur (wikt) @
- Mugurel (wikt) @

N
- Nae (wikt) @
- Narcis (wikt) @
- Natan (wikt) @
- Nechifor (wikt) @
- Nectarie (wikt) @
- Nelu (wikt) @
- Nestor (wikt) @
- Nichifor (wikt) @
- Nicoară (wikt) @
- Nicodim (wikt) @
- Nicolae (wikt) @
- Nicolaie (wikt) @
- Nicu (wikt) @
- Niculiță (wikt) @
- Nicușor (wikt) @
- Nicuță (wikt) @
- Norbert (wikt) @
- Noris (wikt) @
- Norman (wikt) @

O
- Octav (wikt) @
- Octavian (wikt) @
- Octaviu (wikt) @
- Olimpian (wikt) @
- Olimpiu (wikt) @
- Oliver (wikt) @
- Oliviu (wikt) @
- Oscar (wikt) @
- Osvald (wikt) @
- Ovidiu (wikt) @

P
- Pamfil (wikt) @
- Panagachie (wikt) @
- Panait (wikt) @
- Pantelimon (wikt) @
- Pascal (wikt) @
- Paul (wikt) @
- Patrick (wikt) @
- Pavel (wikt) @
- Pătru (wikt) @
- Petre (wikt) @
- Petrică (wikt) @
- Petrișor (wikt) @
- Petru (wikt) @
- Petruț (wikt) @
- Pintiliu (wikt) @
- Pleșu (wikt) @
- Pompiliu (wikt) @
- Profiriu (wikt) @

R
- Radu (wikt) @
- Rafael (wikt) @
- Rareș (wikt) @
- Raul (wikt) @
- Răducu (wikt) @
- Răzvan (wikt) @
- Relu (wikt) @
- Remus (wikt) @
- Remi (wikt) @
- René (wikt) @
- Richard (wikt) @
- Robert (wikt) @
- Roland (wikt) @
- Romeo (wikt) @
- Romi (wikt) @
- Romică (wikt) @
- Romulus (wikt) @
- Ryan (wikt) @

S
- Sabin (wikt) @
- Sandu (wikt) @
- Salvator (wikt) @
- Sașa (wikt) @
- Sava (wikt) @
- Savu (wikt) @
- Sebastian (wikt) @
- Septimiu (wikt) @
- Sergiu (wikt) @
- Sever (wikt) @
- Severin (wikt) @
- Silvian (wikt) @
- Silviu (wikt) @
- Simi (wikt) @
- Simion (wikt) @
- Sinică (wikt) @
- Sorin (wikt) @
- Spirache (wikt) @
- Stan (wikt) @
- Stancu (wikt) @
- Stanislav (wikt) @
- Stavrache (wikt) @
- Stelian (wikt) @

Ș
- Șerban (wikt) @
- Ștefan (wikt) @

T
- Tadeu (wikt) @
- Tancred (wikt) @
- Teodor (wikt) @
- Teofil (wikt) @
- Teohari (wikt) @
- Thomas (wikt) @
- Theodor (wikt) @
- Tiberiu (wikt) @
- Timotei (wikt) @
- Titus (wikt) @
- Todor (wikt) @
- Toma (wikt) @
- Tomi (wikt) @
- Traian (wikt) @
- Trandafir (wikt) @
- Tudor (wikt) @

V
- Valentin (wikt) @
- Valer (wikt) @
- Valeriu (wikt) @
- Valter (wikt) @
- Vasile (wikt) @
- Vasilică (wikt) @
- Veaceslav (wikt) @
- Veniamin (wikt) @
- Vicențiu (wikt) @
- Victor (wikt) @
- Vincențiu (wikt) @
- Viorel (wikt) @
- Visarion (wikt) @
- Virgil (wikt) @
- Vitalie (wikt) @
- Vitold (wikt) @
- Vlad (wikt) @
- Vladimir (wikt) @
- Vlaicu (wikt) @
- Voicu (wikt) @

Z
- Zamfir (wikt) @
- Zeno (wikt) @

- Zenobie (wikt) @

- Zaharia (wikt) @

## Statistici
Potrivit statisticilor realizate în 2016, cele mai des întâlnite nume de băieți sunt Andrei, Alexandru, Gabriel, Ionuț și Ștefan în timp ce la fete numele cel mai des folosite sunt Maria și Elena.